# Athyreus peckorum
Athyreus peckorum är en skalbaggsart som beskrevs av Henry Fuller Howden 1999. Athyreus peckorum ingår i släktet Athyreus och familjen Bolboceratidae. Inga underarter finns listade.